# Pterosemopsis eilogoa
Pterosemopsis eilogoa är en stekelart som beskrevs av Boucek 1988. Pterosemopsis eilogoa ingår i släktet Pterosemopsis och familjen puppglanssteklar.
Artens utbredningsområde är Papua Nya Guinea. Inga underarter finns listade i Catalogue of Life.